# Рыжие дети
Рыжие дети (англ. Ginger Kids) — 11 эпизод 9 сезона (№ 136) сериала «Южный парк», его премьера состоялась 9 ноября 2005 года. Эпизод вызвал споры после того, как в нём показали, как рыжие пытаются подвергнуть истреблению всех нерыжих, и был неправильно понят людьми, которые выступили против дискриминации и проявили акты агрессии по отношению к рыжим.

## Сюжет
Картман начинает кампанию против рыжих. Обозлённый Кайл ночью вместе со Стэном и Кенни перекрашивает Картмана в рыжего. Однако Картман полностью меняет положение: он собирает всех рыжих детей, убеждает их в избранности рыжего человека и устраивает жуткие расправы над своими не-рыжими «притеснителями». Когда всё готово к погружению не-рыжих в лаву, Кайл сообщает Картману, что на самом деле он не рыжий; тогда Эрик с ходу отменяет массовые казни и поёт песенку о том, что всем необходимо жить в мире и согласии. В конце Кайл говорит: «Опять ты всех натянул, Картман!», на что тот отвечает: «Да, зато я не умру!».

## Пародии
По словам Мэтта Стоуна, эпизод пародирует фильмы ужасов про зомби и вампиров, такие как «Дети кукурузы».

## Влияние
В ноябре 2008 года этот эпизод вдохновил канадского четырнадцатилетнего подростка, проживающего в Ванкувере, создать группу на Facebook с призывом провести 20 ноября «Национальный день „Пни рыжего“» (англ. «National Kick a Ginger Day»). Группа быстро набрала более 5000 членов. После наступления этого дня в канадских СМИ и Facebook появились сообщения о нападениях подростков на их рыжеволосых одноклассников.
После этих событий основатель группы извинился, оправдываясь что «это была только шутка». Канадская полиция зафиксировала факты побоев на почве ненависти и провела расследование в отношении членов группы.